# Ferdinand Cap
Ferdinand Franz Cap (* 25. Juni 1924 in Payerbach; † 29. Januar 2016) war ein österreichischer theoretischer Physiker.

## Leben
Cap besuchte ein humanistisches Gymnasium in Wien und studierte ab 1942 Mathematik, Physik und Chemie an der Universität Wien. 1943 wurde er eingezogen, aber auf Fürsprache von Erwin Fues wegen herausragender Studienleistungen in theoretischer Physik freigestellt. 1944 wurde er wissenschaftliche Hilfskraft am Institut für theoretische Physik und erhielt seinen Magister-Abschluss. 1945 wurde er promoviert (Dissertation: Über zwei Verfahren zur Lösung eindimensionale instationärer gasdynamischer Probleme). Nach dem Krieg war er Assistent von Hans Thirring. 1948 war Gastforscher an der ETH Zürich und 1949 Lehrstuhlvertreter des erkrankten Arthur March an der Universität Innsbruck. Cap habilitierte sich und wurde 1958 nach dem Tod von March außerordentlicher und 1960 ordentlicher Professor für theoretische Physik in Innsbruck. 1988 wurde er emeritiert.

## Forschung
In Innsbruck arbeitete er mit dem Mathematiker Wolfgang Gröbner an Bahnberechnungen für die NASA, unter anderem 1957 von Raumfahrzeugen zum Mond. In der Folge war er 1966 bis 1975 österreichischer Vertreter beim Weltraumausschuss der Vereinten Nationen. Er war Mitglied der International Academy of Astronautics. Hauptsächlich befasste er sich aber seit 1958 mit Plasmaphysik, wobei er auch hier amerikanische Forschungsgelder erhalten konnte. Er gründete das Plasmaphysik-Labor der Universität Innsbruck und setzte sich früh für österreichische Beteiligung an der Fusionsforschung ein. 
Cap organisierte außerdem ein Übersetzungsprogramm für wissenschaftliche Verlage und die Library of Congress. Cap schrieb Lehrbücher über mathematische Methoden (noch mit fast 80 Jahren ein Buch über mathematische Verfahren der Physik mit Mathematica), Plasmaphysik und 1957 ein Buch über Physik von Kernreaktoren (das erste in deutscher Sprache).
Cap veröffentlichte über 400 wissenschaftliche Arbeiten und hält 60 Patente. Er arbeitete schon als Student als Übersetzer und übersetzte unter anderem die Bände 3 und 5 des Berkeley-Physikkurses aus dem Englischen.

## Schriften (Auswahl)
- Physik und Technik der Atomreaktoren, Springer 1957
- Einführung in die Plasmaphysik, 3 Bände, Berlin: Akademie Verlag 1970 (Band 1: Theoretische Grundlagen, Band 2: Wellen und Instabilitäten, Band 3: Magnetohydrodynamik)
- Handbook of Plasma Instabilities, 3 Bände, Academic Press 1976, 1978, 1982
- mit Klaus Schöpf: Energieversorgung: Probleme und Ressourcen, Teubner 1981
- Wie löst man Randwertprobleme in Physik und Technik: Anleitungen, Beispiele, De Gruyter 1993
- Lehrbuch der Plasmaphysik und Magnetohydrodynamik, Springer 1994
- Mathematical methods in physics and engineering with Mathematica, CRC Press 2003
- Ein Ende der Religionen?, Innsbrucker Studienverlag
- Tsunamis and Hurricanes. A mathematical approach, Springer 2006
- Glaube und Religion aus der Sicht eines Naturwissenschaftlers: Gottesbegriffe, Evolutionsdebatte und ein Kirchenvolksbegehren, Wien: Lit 2007
- Wie man 130 Jahre alt wird: der Mensch als Wesen der Natur, Böhlau 2008